# Senftenberg
Senftenberg (česky Zły Komorow, česky zastarale Zlý Komorov) je město na jihu německé spolkové země Braniborsko, v zemském okrese Horní Sprévský les-Lužice. Žije zde přibližně 23 tisíc obyvatel. 

## Přírodní poměry
Město leží na řece Černý Halštrov a při Senftenberském jezeře, asi 20 km severozápadně od města Hoyerswerda a 35 km jihozápadně od Chotěbuze. Senftenberg se nachází v Dolní Lužici a je jeho čtvrtým největším městem, zatímco některé z jižních místních částí začleněných v roce 2001 jsou v Horní Lužici. Od 9. září 2016 získal Senftenberg titul státem uznaného letoviska v místních částech Senftenberg-Kernstadt, Großkoschen (s malou částí Kleinkoschen) a Niemtsch hraničící s jezerem Senftenberger See. Senftenberg leží asi 40 km jihozápadně od Chotěbuzi (německy Cottbus) a asi 60 km severně od Drážďan.

## Městské části
- Brieske
- Großkoschen (lužickosrbsky Košyna[4]) s Kleinkoschen (lužickosrbsky Košynka[4])
- Hosena (lužickosrbsky Hóznja)
- Niemtsch
- Peickwitz
- Sedlitz (lužickosrbsky Sedlišćo[5])

## Městský přístav
Městský přístav na Senftenberském jezeře byl otevřen 23. dubna 2013 po téměř dvou letech výstavby. Součástí nového přístavu je také promenáda, molo, skluzavka a čerpací stanice lodí. V únoru 2015 vyhrál městský přístav Senftenberg v anketě Stavba roku 2014 vyhlašovanou webem german-architects.com. Tento web pravidelně po celý rok udílí cenu Stavba týdne a právě z těchto vybraných staveb volí na konci každého roku čtenáři Stavbu roku. Svými návrhy se na podobě nového městského přístavu podílely architektonické firmy bgmr Landschaftsarchitekten z Berlína, ASTOC Architects and Planners z Kolína nad Rýnem a Ecosystem Saxiona z Drážďan.

## Partnerská města
- Fresagrandinaria, Itálie
- Nowa Sól, Polsko
- Püttlingen, Německo
- Saint-Michel-sur-Orge, Francie
- Senftenberg, Rakousko
- Veszprém, Maďarsko
- Žamberk, Česko

## Fotogalerie

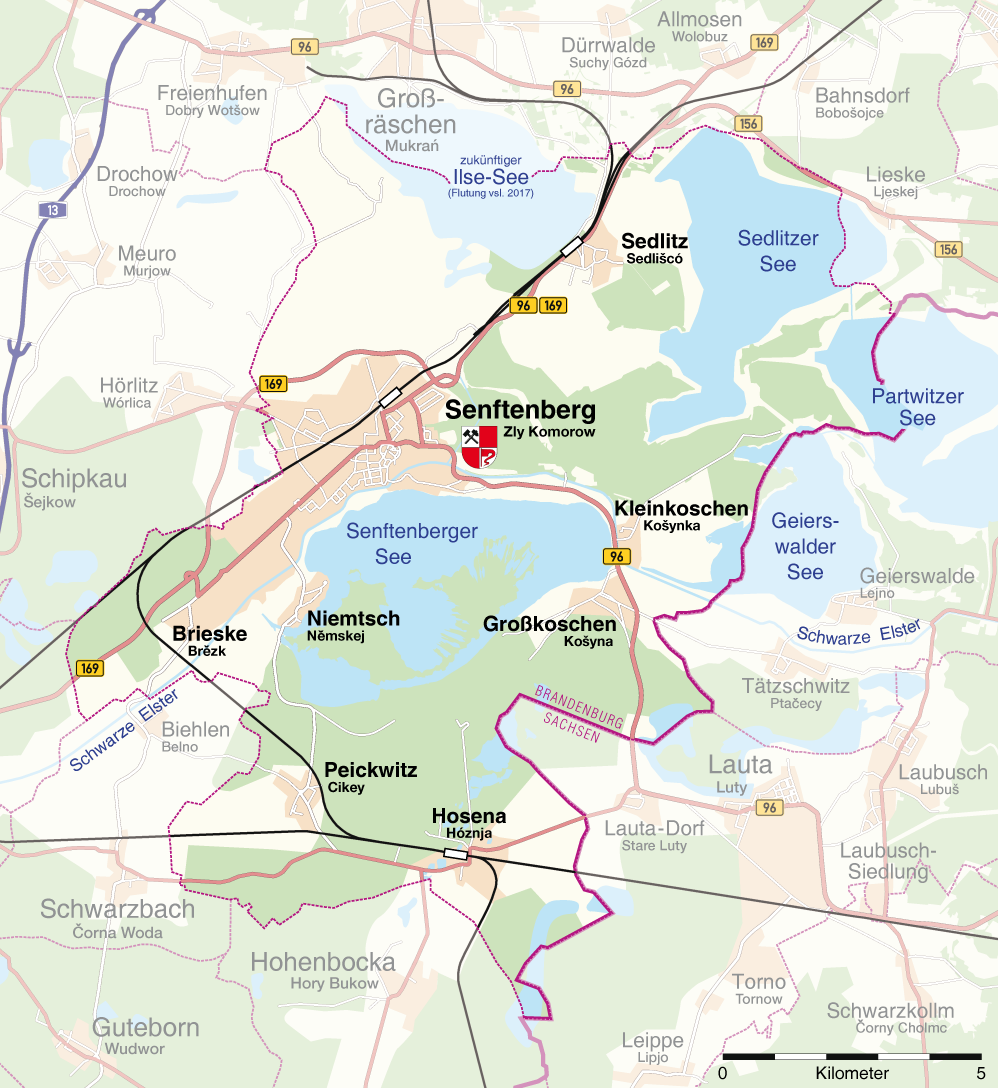
Mapa Senftenbergu
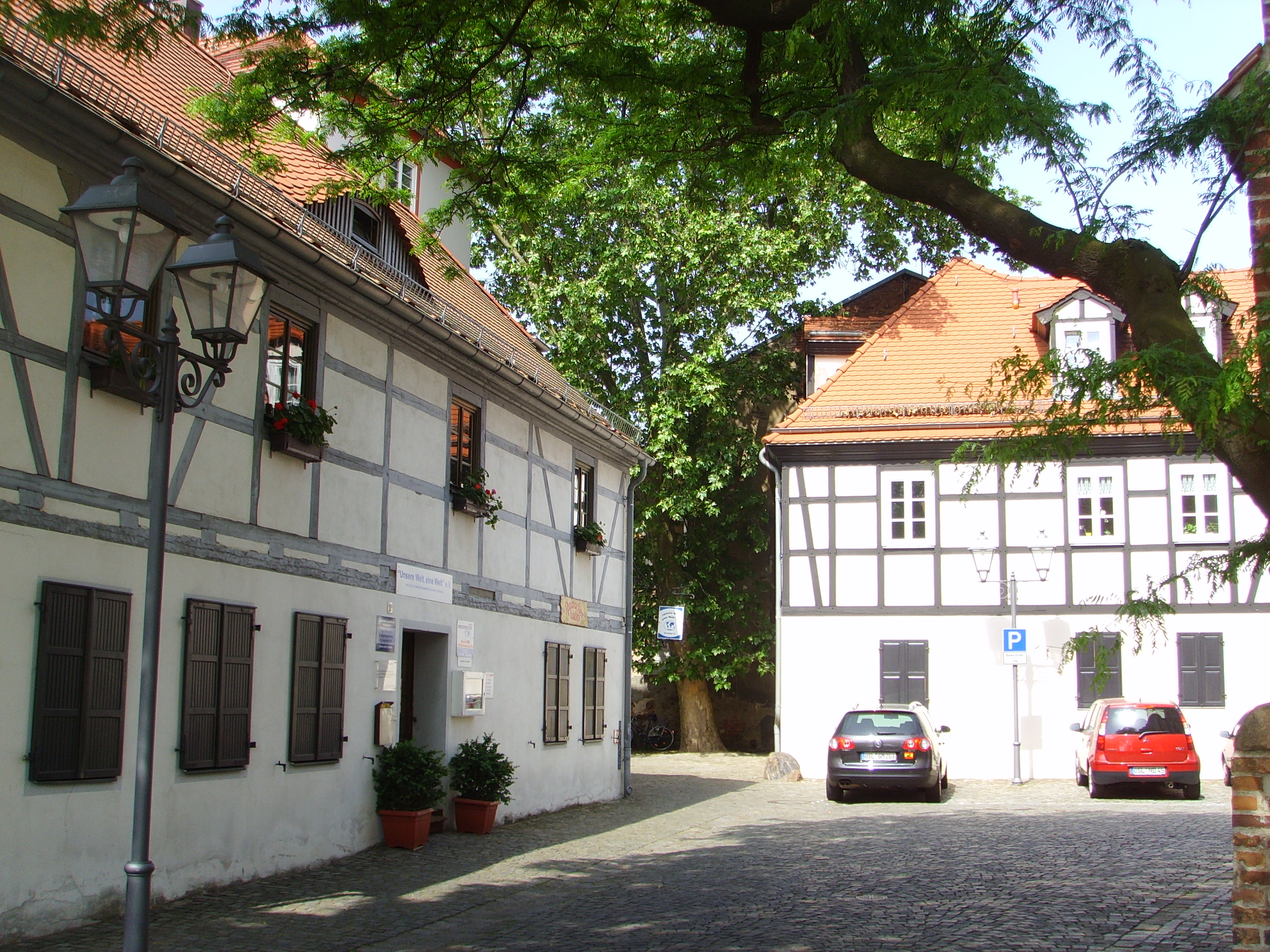
Senftenberg (Staré Město)
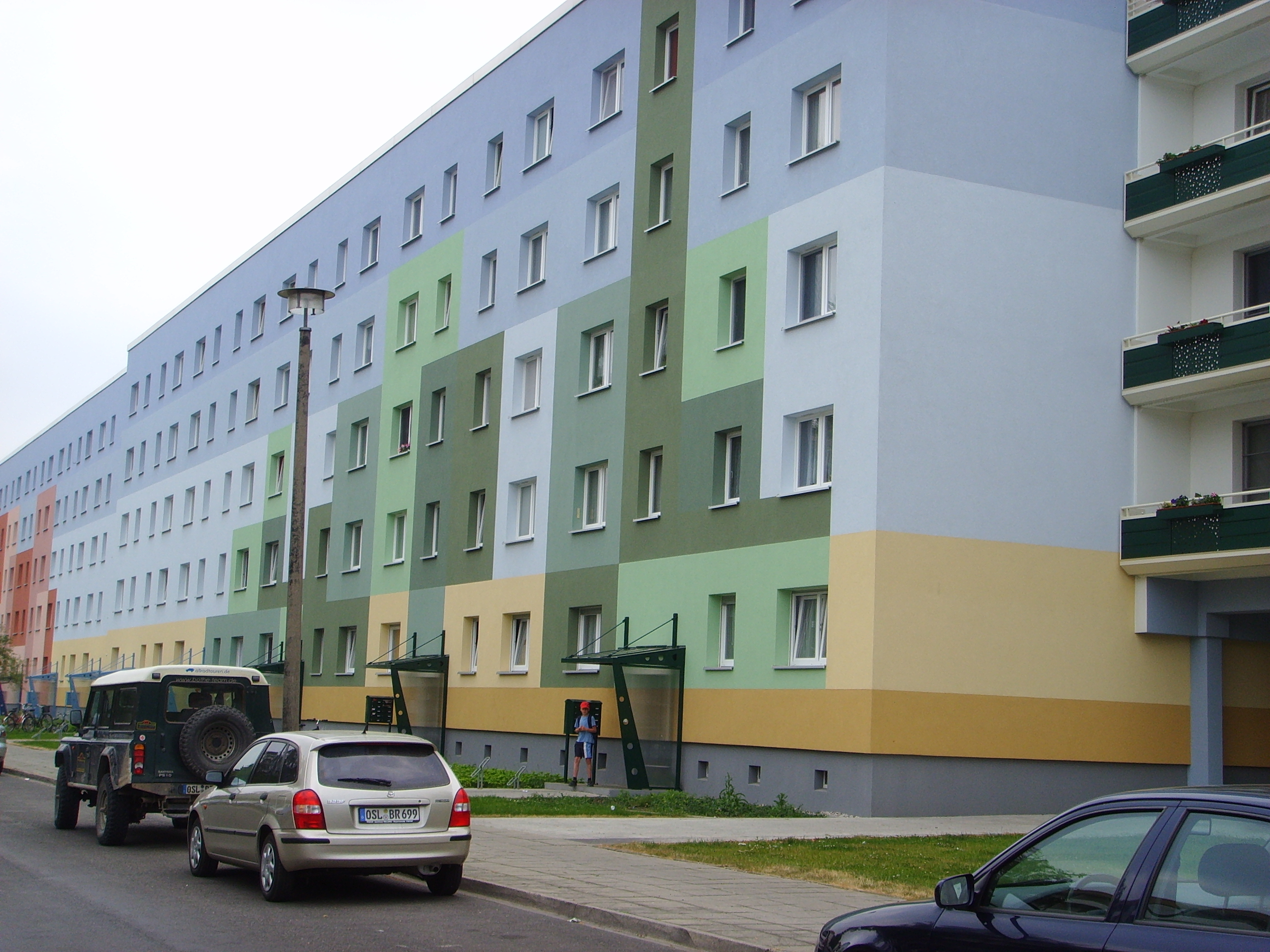
Nové Město
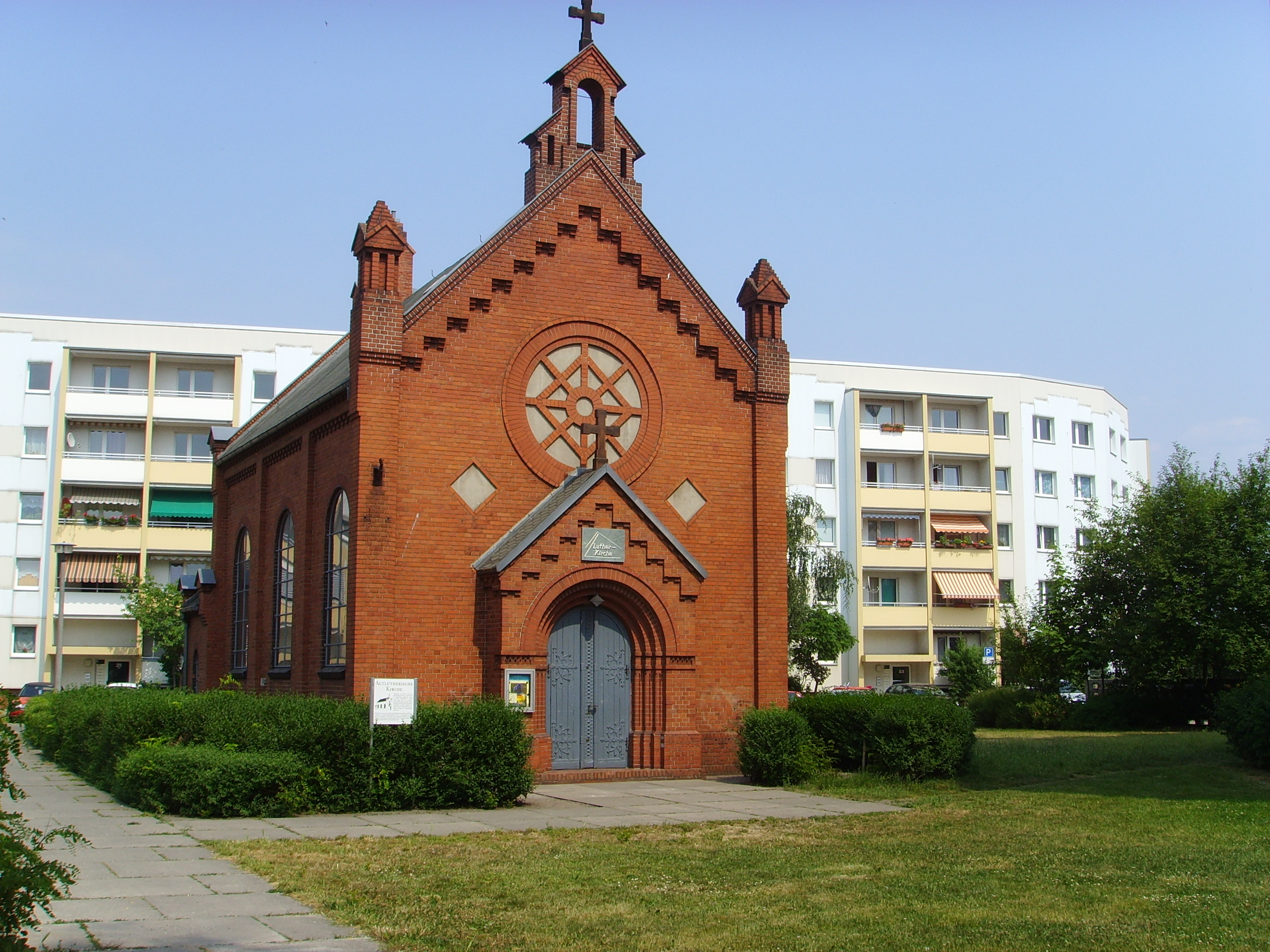
Luterský kostel ve čtvrti „Jüttendorf“